# Discipline: Live at Moles Club, Bath, April 30, 1981
Discipline: Live at Moles Club, Bath, April 30, 1981 – album koncertowy King Crimson (wówczas jeszcze pod nazwą Discipline), wydany w czerwcu 2000 roku nakładem Discipline Global Mobile jako CD. Ukazał się jak nr 11. w serii wydawniczej „The King Crimson Collectors’ Club”.

## Historia albumu
Na początku 1981 roku Robert Fripp rozpoczął poszukiwania muzyków do swojego nowego zespołu, Discipline. Zespół, w skład którego weszli: perkusista Bill Bruford, basista Tony Levin oraz wokalista i gitarzysta Adrian Belew rozpoczął próby na początku kwietnia 1981 roku, najpierw w domu Bruforda w Guildford, a po kilku dniach przeniósł się do opuszczonego kościoła w Holdenhurst, tworząc zalążki nowego repertuaru. 30 kwietnia zespół wystąpił przed publicznością w klubie Moles w Bath. W maju zespół rozpoczął nagrywanie debiutanckiego albumu, który wydany został we wrześniu pod tytułem Discipline, firmowanym już nazwą King Crimson.

## Lista utworów
Lista i informacje według Discogs:
| 1. | Discipline                        | 5:57  |
|    |                                   |       |
| 2. | Thela Hun Ginjeet                 | 5:42  |
|    |                                   |       |
| 3. | Red                               | 6:11  |
|    |                                   |       |
| 4. | Elephant Talk                     | 4:45  |
|    |                                   |       |
| 5. | Matte Kudasai                     | 3:43  |
|    |                                   |       |
| 6. | The Sheltering Sky                | 8:48  |
|    |                                   |       |
| 7. | Indiscipline                      | 7:02  |
|    |                                   |       |
| 8. | Frame By Frame                    | 4:58  |
|    |                                   |       |
| 9. | Larks’ Tongues In Aspic (Part II) | 6:37  |
|    |                                   |       |
|    |                                   | 53:43 |
|    |                                   |       |
Do albumu dołączono 12-stronicową książeczkę.

## Muzycy
- Adrian Belew – gitara, śpiew
- Robert Fripp – gitara
- Tony Levin – gitara basowa, Chapman stick
- Bill Bruford – perkusja i instrumenty perkusyjne

## Produkcja
- produkcja – David Singleton, Robert Fripp

## Odbiór

### Opinie krytyków
| Recenzje      | Recenzje |
| Publikacja    | Ocena    |
| ------------- | -------- |
| AllMusic      | [ 1 ]    |
| Prog Archives | [ 4 ]    |
| Teraz Rock    | [ 5 ]    |

Lindsay Planer z AllMusic jest zdania, iż „Od pierwszych polirytmicznych dźwięków „Discipline” można odnieść wrażenie, że [zespół] Discipline aktywnie dąży do zmian. Nawet takie klasyki jak „Red” i „Larks’ Tongues In Aspic (Part II)” nabierają wyjątkowego oblicza po części dzięki heroizmowi Levina i Belewa. To ironiczne, że ich oddanie zespołowi i muzyce jest tym, co kończy transformację kwartetu w King Crimson.”.
Zdaniem Warthura z magazynu Prog Archives „problem [z albumem] polega na tym, że jest to bootleg z koncertu i brzmi jak bootleg”.
Również Jordan Babula z miesięcznika Teraz Rock uważa, że „brzmienie [zespołu] jest gorzej niż fatalne… ale coś tam słychać”. Jedne utwory („The Sheltering Sky”, „Indiscipline”) są – jego zdaniem – lepiej dopracowane, zaś inne („Frame By Frame”, „Thela Hun Ginjeet”) – znacznie gorzej. „Sporo podczas tego występu fałszów, sprzężeń i pomyłek, ale tylko dodają one smaku” – podsumowuje autor.